# Бийя, Поль
Поль Бийя́ (также Бия́; фр. Paul Biya; род. 13 февраля 1933, Мвомекаа, Французский Камерун) — камерунский политический и государственный деятель; премьер-министр Камеруна (1975—1982), затем президент Камеруна (с 1982).
Является самым долгоправящим действующим главой государства среди не монархов (50.1 лет). С 25 июля 2019 года Поль Бийя является самым пожилым действующим президентом в мире после смерти президента Туниса Беджи Каида Эс-Себси. А с 8 сентября 2022 года он самый пожилой действующий глава государства в мире после смерти британской королевы Елизаветы II.

## Политическая карьера
Поль Бийя родился 13 февраля 1933 года в деревне Мвомекаа на юге страны. По этнической принадлежности фанг (булу). В 1956 году окончил привилегированный лицей имени генерала Леклерка в Яунде, получил диплом по специальности «философия». С июня 1956 года проходил обучение в лицее Луи ле Гран в Париже, также учился в Сорбонне. Имеет также дипломы юридического факультета Парижского университета и Института политических наук. В 1962 году окончил Институт исследований «заморских территорий» в Париже. В том же году вернулся на родину и поступил на госслужбу — чиновником по особым поручениям в канцелярии президента страны Ахмаду Ахиджо, затем в 1964 году был назначен директором кабинета в Министерстве национального образования, молодёжи и культуры, а в 1965 году стал генеральным секретарём Министерства. В 1967 году вновь перешёл на работу в канцелярию президента, стал директором гражданского кабинета. С января 1968 года — генеральный секретарь канцелярии и, одновременно, в августе получил ранг министра. С июня 1970 года — в ранге госминистра.
30 июня 1975 года назначен на пост премьер-министра Камеруна. C 1980 года — заместитель председателя единственной в стране партии Камерунский национальный союз.

## Президент
4 ноября 1982 года Ахмаду Ахиджо неожиданно объявил о своей отставке по состоянию здоровья (предполагается, что его личный врач, француз, обманул его). 6 ноября, согласно конституции, Поль Бийя сменил его на посту президента.
В августе 1983 года Бийя обвинил Ахиджо в подготовке июньского государственного переворота (в феврале 1984 года состоялся заочный суд над Ахиджо и двумя его сообщниками по обвинению в попытке государственного переворота, и Ахиджо был приговорён к смертной казни, хотя Бийя позже заменил её на пожизненное заключение).
14 сентября 1983 года стал председателем партии Камерунский национальный союз, переименованной в 1985 году в Демократическое объединение камерунского народа.
6 апреля 1984 года правительственные войска подавили ещё одну попытку военного переворота. После этого Бийя распустил Республиканскую гвардию. Он победил на президентских выборах 14 января 1984 года (получив 99,98 % голосов) и был переизбран на выборах 24 апреля 1988 года с результатом 98,75 % голосов.
11 октября 1992 года в стране прошли новые президентские выборы, победу на которых он опять одержал, набрав 39,98 % (его основной оппонент, Джон Фру Нди, набрал 36,8 %). В 1996 году Бийя был избран сроком на год председателем Организации Африканского Единства. На президентских выборах, прошедших 12 октября 1997 года, он был переизбран президентом страны с результатом 92,57 % голосов. На выборах 2004 года получил 70,92 %.
В 1994 и 1996 годах произошли вооружённые столкновения с войсками Нигерии из-за спорной территории полуострова Бакасси, богатой нефтью. В октябре 2002 года международный суд признал правоту Камеруна и 12 июня 2006 года Поль Бийя и президент Нигерии Олусегун Обасанджо подписали соответствующий договор, который, однако, парламент Нигерии отказался ратифицировать. Полуостров был передан Камеруну в 2008 году.
11 октября 2004 года в стране состоялись очередные президентские выборы, по результатам которых Бийя вновь одержал победу, набрав 70,92 % голосов.
9 октября 2011 года вновь переизбран, набрав на президентских выборах 77,99 % голосов (вновь победив Джона Фру Нди, набравшего 10 %).
Строго профранцузский политик.
В экономике развивает отношения с Китаем, который выступает не только инвестором, но и кредитором в ряде крупных инвестиционных проектов — например, в проекте строительства комплекса солнечных батарей для электрификации отдаленных провинций (реализуется с 2015 года). Рост цен на нефть в начале 2000-х годов принес некоторое облегчение камерунской экономике, однако огромный внешний долг уже невозможно было погасить даже на нефтяные доходы. В 2006 году члены «Парижского клуба» списали Камеруну значительную часть задолженности. Администрацию Бийи характеризует высокий уровень коррупции.
Обвиняется многими в диктатуре, особенно выходцами из бывшего английского Камеруна. Во многих списках современных диктаторов мира он фигурирует наряду с Мсвати III, Теодоро Обиангом Нгема Мбасогой и Робертом Мугабе. Так, в рейтинге журнала Парад за 2009 год он занимает 19-ю позицию в списке наихудших диктаторов мира.
7 октября 2018 года вновь переизбран, набрав на президентских выборах 71,28 % голосов (его ближайший соперник оппозиционер Морис Камто получил 14,23 % голосов). Камто утверждал, что выборы были подтасованы. В январе 2019 года в результате протестов против нарушений на выборах Камто был арестован и провёл в заключении девять месяцев, ожидая суда. В начале октября 2019 года военный суд освободил Мориса Камто и несколько десятков его сторонников. По мнению наблюдателей, таким образом президент Камеруна Поль Бийя стремится подать сигнал к примирению с оппозицией.
8 сентября 2022 после смерти Елизаветы II стал самым старым действующим главой государства на планете.
В июле 2023 года Поль Бийя возглавил делегацию Камеруна на саммите Россия-Африка. Президент Камеруна провёл встречу с Президентом Российской Федерации — Путиным Владимиром Владимировичем. Были обсуждены вопросы сотрудничества, тесных дипломатических связей Камеруна и России.
В июле 2025 года Поль Бийя официально заявил о намерении участвовать в предстоящих выборах главы государства, которые назначены на 12 октября 2025 года.